# Аллилуйная служба
Аллилу́йная слу́жба (аллилу́йное богослуже́ние, слу́жба с Аллилу́иа, егда́ пое́м Аллилу́иа) — особая форма совершения православного богослужения преимущественно в будничные дни многодневных постов. Своё название «аллилуйное» богослужение получило от того, что, при его совершении, в начале утрени вместо диаконских возглашений «Бог Госпо́дь и яви́ся нам, благослове́н Гряды́й во и́мя Госпо́дне» (Пс. 117:27—26), возглашается «Аллилу́иа» с другими четырьмя стихами (Ис. 26:9, 11, 15) или заупокойные стихи. Также и на вечерне, вместо прокимена дня седмицы, может быть особый прокимен из Триоди, или также «Аллилу́иа» с уже двумя стихами (первый стих — Пс. 37:2 под вторник, 98:5 под среду и пятницу и 18:5 под четверг; второй стих — «и во веки веков»).

Проф. И. А. Карабинов в докладе «Правило о поклонах» на Поместном Соборе 1917—1918 гг. справедливо отмечал, что т. н. аллилуйные службы в более древнее время были просто вседневными, а не исключительно постовыми или заупокойными, в доказательство чего приводил ряд убедительных примеров из истории богослужебного устава (БТ. 1998. Сб. 34. С. 340—341).

## В среду и пятницу Сырной седмицы
В преддверии Великого поста Православная церковь аллилуйными службами настраивает своих последователей на предстоящие продолжительные великопостные молитвы и покаяние.
На вседневной вечерне: входа нет, прокимен дня, «Сподоби Господи…», просительная ектения исполняется с великопостными напевами. После «Ныне отпущаеши…» и Трисвято́го священник выходит из алтаря через северную диаконскую дверь на солею и становится на амвоне перед закрытыми царскими вратами. Клирос поёт «Богоро́дице Де́во, ра́дуйся,..» — при этом священник со всеми прихожанами делают первый земной поклон…, и стандартное великопостное окончание, включая Молитву Ефрема Сирина с совершением 4-х земных поклонов, и 12 поясных — с Молитвой мытаря. Отпуст.
На великом повече́рии пение везде заменяется чтением. Вместо «Го́споди сил с на́ми бу́ди…» тропари малого повечерия:
- тропарь дня седмицы (среды или пятницы) «Спаси́ Го́споди лю́ди твоя́…»,
- тропарь храма, если храм освящён в честь Богородицы или какого-либо святого,
- «Бо́же оте́ц на́ших…»
- «И́же во всем ми́ре му́ченик твои́х…»
- «Сла́ва» — «Со святы́ми упоко́й…»
- «И ны́не» — «Моли́твами, Го́споди, всех святы́х…»

В конце повечерия малый отпуст, но нет молитвы «Влады́ко многоми́лостиве…». В службах повечерия и полунощницы совершается молитва Ефрема Сирина с земными поклонами.
Утреня начинается с двупса́лмия. После шестопса́лмия вместо обычного «Бог Госпо́дь…» поётся «Аллилу́иа» с четырьмя особыми стихами:
От но́щи у́тренюет дух мой к Тебе́, Бо́же, зане́ свет повеле́ния Твоя́ на земли́ — (Исаия. 26:9);
 Пра́вде научи́теся живу́щии на земли́ — (Исаия. 26:9);
 За́висть прии́мет лю́ди ненака́занныя — (Исаия. 26:11);
 Приложи́ им зла, Го́споди, приложи́ зла сла́вным земли́ — (Исаия. 26:15).
Вместо тропарей, во глас Окто́иха исполняются тро́ичны, у которых певчие допевают окончания «Свят, Свят, Свят еси Боже наш…». У первого тро́ична окончание подбирается своё к каждому дню седми́цы (недели).
Седа́льны по первом стихословии Псалти́ри (после прочтения первой кафизмы) выбираются в соответствии с текущим гласом Октоиха и днём седмицы. Седальны по втором стихословии Псалтири, то есть, после чтения второй кафизмы, на ряду — в текущей службе Триоди Постной.
- 50-й псалом,
- Канон (песнопение)ы: Октоиха (читается обычно, только первый канон — Кресту, а второй — Богородице пропускается), Минеи и из Триоди — один полный канон, и два трипе́снца. В тех песнях, где есть трипеснцы, тропари Октоиха не читаются совсем, а тропари Минеи переносятся на предыдущие песни. Запевы к тропарям — стихи Библейских песен «Господеви поем…».
- Светилен выбирается по гласу Октоиха и исполняется трижды, как Великим постом — после первого раза допевается изменяемое окончание дня седмицы.
- Хвалитные псалмы и Вседневное славословие.
- Стихиры на стиховне из Триоди.
- Чтец: «Бла́го есть…» — один раз, Трисвятое, «В хра́ме стоя́ще сла́вы Твоея́…»… Священник: «Сый благослове́н Христо́с Бог наш…», Молитву Ефрема Сирина с совершением 4-х земных поклонов, и 12 поясных — с Молитвой мытаря.

На всех часах обычные псалмы. Вместо отпустительного тропаря святому читаются тропари часов со своими стихами. Молитва Ефрема Сирина с шестнадцатью поклонами.
На 1-м часе по «Отче наш…» — тропарь: «Ско́ро предвари́…». После молитвы Ефрема Сирина читается «конечное Трисвятое» по «О́тче наш…», «Го́споди, поми́луй» 12 раз. Священник: «Христе́, Све́те И́стинный…». Хор: «Взбра́нной Воево́де…». Отпуст, многолетны и исхождение в притвор на обычную литию о усопших.
На 3-м часе по «О́тче наш…» — тропарь: «Благослове́н еси, Христе Боже наш…», «Слава…» — ин тропарь: «Ско́рое и изве́стное даждь Утеше́ние…», «И ны́не…» — Богородичен: «Наде́жда и предста́тельство…». «Господи, помилуй» 40 раз.
На 6-м часе после тропаря 6-го часа с двумя стихами и богородичным 6-го часа читается тропарь пророчества из Триоди, прокимен со стихом, паремия, и второй прокимен со стихом. По «О́тче наш…» — тропарь: «Спасе́ние соде́лал еси…», «Сла́ва…» — ин тропарь: «Пречи́стому О́бразу Твоему́…», «И ны́не…» — Крестобогородичен: «Препросла́влена еси́, Богоро́дице Де́во…».
На 9-м часе по «О́тче наш…» — тропарь: «Ви́дя разбо́йник…», «Слава…» — ин тропарь: «Посреде́ двою́ разбо́йнику…», «И ны́не…» — Крестобогородичен: «А́гнца, и Па́стыря…». Молитва Ефрема Сирина только с тремя великими поклонами.
На Изобразительных открывается завеса царских врат, читаются: «Благослови́, душе́ моя, Го́спода…», «Слава…», «Хвали́, душе́ моя, Го́спода…», «И ныне…», «Единоро́дный Сы́не…», «Во Царствии Твоем…», «Слава, и ныне…», «Помяни́ нас, Го́споди…», «Помяни́ нас, Влады́ко…», «Помяни нас, Святы́й…», «Лик Небе́сный…», «Приступи́те к Нему́…», «Лик Небесный…», «Слава…», «Лик святы́х А́нгел…», «И ныне…», «Ве́рую…», «Осла́би, оста́ви…», «Отче наш…». Кондаки:
- В храме Господском — дневной, святого. «Сла́ва» — «Со святы́ми упоко́й…», «И ны́не» — «Предста́тельство христиа́н…».
- В храме Богородицы — дневной, святого. «Слава» — «Со святыми упокой…», «И ныне» — кондак храма.
- В храме святого — дневной, храма, святого. «Слава» — «Со святыми упокой…», «И ныне» — «Предстательство христиан…».

В конце молитва Ефрема Сирина с шестнадцатью поклонами.
Далее сразу же совершаются вечерня следующего дня с некоторыми великопостными элементами богослужения, лития о усопших и малое повечерие. Литургия в этот день не совершается.

## В первую седмицу Великого поста
В седмичные дни (с понедельника по пятницу) Великого поста на ектениях, кафизмах и некоторых других песнопениях звучат особые великопостные напевы. При совершении аллилуйной службы часто совсем отсутствует литургия, либо совершается неполная литургия преждеосвященных Даров.

### Вечерня
После «Свете тихий…» вместо прокимена дня — прокимен из Триоди, стих, паремия (Книга Бытия), второй прокимен со стихом и ещё одна паремия (Книга Притчей Соломоновых).
После «Ныне отпущаеши…» и Трисвято́го священник из алтаря через северную диаконскую дверь выходит на солею и становится на амвон. Клирос поёт:
- «Богоро́дице Де́во, ра́дуйся,..» — при этом священник со всеми прихожанами делают первый земной поклон.
- «Сла́ва Отцу́ и Сы́ну и Свято́му Ду́ху. Крести́телю Христо́в, всех нас помяни́…» — второй поклон.
- «И ны́не и при́сно и во ве́ки веко́в. Ами́нь. Моли́те за ны святи́и апо́столи, святи́и вси…» — третий поклон.
- «Под Твое́ благоутро́бие прибега́ем Богоро́дице…» — без поклона.
- Чтец произносит: «Господи помилуй» 40 раз, Сла́ва.: И ны́не.:, «Честне́йшую херуви́м…», «И́менем Госпо́дним благослови́, о́тче».
- Священник: «Сый благослове́н Христос Бог наш…»
- Чтец: «Ами́нь. Небе́сный Царю́…»
- Священник дважды возглашает Молитву Ефрема Сирина с совершением 4-х земных поклонов, и 12 поясных — с Молитвой мытаря.
- Возглас священника «Сла́ва Тебе́ Христе́ Бо́же, Упова́ние на́ше, сла́ва Тебе́».
- Отпуст.

Выход духовенства в притвор храма дя совершения литии о усопших.
После вечерни (и заупокойной литии) в монастырях бывает трапеза.

### Повечерие и полунощница
На великом повече́рии особые напевы песнопений «С на́ми Бог…», «День преше́д…», «Поми́луй нас Го́споди…», «Го́споди сил с на́ми бу́ди…», и другие.
В первые четыре дня Великого поста в начало великого повечерия из третьей части переносится Псало́м 69, после которого Канон Андрея Критского. На других седмицах Великого поста заблаговременно вычитываются службы святым, чьи дни памяти в текущем году выпадут на Страстно́й и Светлой седмицах и на других переходящих праздниках. Также на повечерии может быть канон молебный Пресвятой Богородице из Октоиха.
Далее монахи исходили из храма в свои келлии для личных молитв и кратковременного отдыха, и уже среди ночи собирались в притворе храма на вседневную полу́нощницу. В аллилуйной службе повечерия и полунощницы также присутствует молитва Ефрема Сирина с земными поклонами.

### Утреня
Утреня начинается с двупса́лмия. После шестопса́лмия вместо обычного «Бог Господь…» возглашается «Аллилуйя» с четырьмя особыми стихами во глас Окто́иха, а вместо тропарей — тро́ичны, у которых певчие допевают окончания. У первого тро́ична окончание подбирается своё к каждому дню седми́цы.
Седа́льны по первом стихословии Псалти́ри (после прочтения первой кафизмы) выбираются в соответствии с текущим гласом Октоиха и днём седмицы. У седальнов есть свои стихи. Между седа́льными и Богородичным обычно вставляется «му́ченичен» с запевом «Ди́вен Бог во святы́х свои́х Бог Изра́илев» (Пс. 67:36) — если в каноне после 6-й песни есть кондак. Если же кондак отсутствует, то вместо него в каноне читается мученичен, который из-за этого не вставляется между седельными и Богородичным.
Седальны по втором и по третьем стихословиях Псалтири на ряду (в текущей службе Триоди Постной).
После 50-го псалма:
- диакон (или священник) на амвоне читает первую молитву литии: «Спаси́, Бо́же, лю́ди твоя́ и благослови́ достоя́ние твое́…»,
- певчие поют: «Го́споди, поми́луй» 12 раз,
- иерей: «Ми́лостию и щедро́тами…»

Канон с библейскими песнями в великопостном порядке;
Светилен.

### Великопостные часы
Все четыре великопостных часа (1-й, 3-й, 6-й, 9-й) обычно совершаются вместе. К трём обычным псалмам на часах в Великий пост могут добавляться по одной кафизме. Вместо отпустительного тропаря, обычно читаемого чтецом, священник становится перед закрытыми царскими вратами, и с земными поклонами возглашает тропарь часа с двумя стихами, а хор 3 раза повторяет тропарь часа. Также и кондак святого дня Минеи заменяется особыми молитвословиями. В конце каждого последования часа — молитва Ефрема Сирина.
Особенности 1-го великопостного часа:
- Стихи 1-го часа «Стопы́ моя́ напра́ви…» (Пс. 118:133), «Изба́ви мя от клеветы́…» (Пс. 118:134), «Лице́ Твое́ просвети…» (Пс. 118:135) поются по два раза, а «Да испо́лнятся уста́ моя́…» (Пс. 70:8) — трижды.
- После молитвы Ефрема Сирина следует конечное трисвятое по «Отче наш…» и «Господи помилуй» — 12 раз.
- Молитву 1-го часа «Христе́, Све́те И́стинный…» произносит священник (а не чтец).
- Клирос поёт «Взбранной Воеводе…».
- Отпуст священника.
- Многолетие.

На 6-м великопостном часе возглашается тропарь пророчества, прокимен со стихом, паремия и второй прокимен со стихом.

### Изобразительны
Изобразительны в первую седмицу поста начинаются с пения хором Заповедей блаженств с добавлением к каждому стиху возгласа благоразумного разбойника: «Помяни́ нас, Го́споди, егда́ прии́деши во Ца́рствии Твое́м» (Лк. 23:42). Далее чтец произносит: «Лик Небе́сный пое́т Тя…» со стихами, Символ веры, «Осла́би, оста́ви…», «О́тче наш…». Возглас священника: «Я́ко Твое́ есть Ца́рство…». Чтец последовательно произносит кондаки:
- Преображения Господня (кроме среды и пятницы, и если храм освящён во имя Богородицы или одного из православных святых);
- Дня седмицы (в четверг два кондака: апостолам и святителю Николаю);
- Храма (если храм Господский, то тропарь храма возглашается самым первым, а в среду и в пятницу тропаря храма нет);
- Святого дня Минеи (в некоторые дни календаря может быть празднование сразу двух святых, соответственно должно быть произнесено уже два кондака святым дня Минеи);
- «Сла́ва…», «Со святы́ми упоко́й…»;
- «И ны́не…», «Предста́тельство христиа́н непосты́дное…»;
- «Го́споди, поми́луй» 40 раз, Сла́ва.: И ны́не.:, «Честне́йшую херуви́м…», «И́менем Госпо́дним благослови́, о́тче»;
- Священник: «Сый благослове́н Христо́с Бог наш…»;
- Молитва Ефрема Сирина с поклонами.

Если после изобразительных следует Литургия Преждеосвященных Даров (например в среду или в пятницу), то чтец присоединяет Трисвятое по «О́тче наш…», священник: «Я́ко Твое́ есть Ца́рство…», чтец: «Ами́нь», «Го́споди, поми́луй!» (12 раз), «Всесвята́я Тро́ице, Единосу́щная Держа́во…», диакон: «Прему́дрость», певцы: «Достойно есть…» до слов «и Ма́терь Бо́га на́шего» (включительно), священник: «Пресвята́я Богоро́дице, спаси́ нас», певцы: «Честне́йшую херуви́м…», священник: «Сла́ва Тебе́, Христе́ Бо́же…», певцы: «Сла́ва… И ны́не…», «Го́споди, поми́луй!» трижды, «Благослови́», священник выходит на амвон, с которого произносит отпуст, певцы медленно поют: «Го́споди, поми́луй!» трижды, священник входит южной диаконской дверью в алтарь, и произносит начальный возглас Литургии, осеняя престол Евангелием.

### Литургия Преждеосвященных Даров
В современном православном богослужении Литургия преждеосвященных Даров бывает только на Аллилуйных службах.

## Во вторую, третью и шестую седмицы Святой Четыредесятницы
Согласно Типикону, на следующих седмицах Великого поста богослужение должно совершаться по тому же самому чину, что и в Первую седмицу (за исключением канона Андрея Критского и молебна великомученику Феодору Тирону с освящением колива).
Однако, в современной приходской практике Русской Православной Церкви, начиная со второй седмицы поста появляются множество неуставных нововведений:
- Сокращаются некоторые части продолжительного великопостного богослужения;
- На 3-м, 6-м и 9-м часах заблаговременно по частям вычитывается всё Евангелие, которое должно быть целиком прочитано в первые три дня Страстной седмицы;
- По воскресным дням совершается чинопоследование пассии;
- Совершаются соборования не только над тяжело больными, но и над всеми желающими. Эта традиция появилась в греческих поместных церквах, где нет исповеди перед причащением, и исповедовать могут только пожилые архимандриты в особых случаях после продолжительных монастырских епитимий. И чтобы хоть как-то облегчить бремя многолетних грехов, исповедь обычным прихожанам заменяют регулярным соборованием.
- Многие благочестивые православные в домашних молитвах ежедневно читают по одной кафизме Псалтири по соглашению с другими прихожанами с поимённым поминовением родственников своих и сродников остальных читающих Псалтирь.

## В дни других многодневных постов
В аллилуйной вечерне в дни Рождественского, Петрова и Успенского постов вместо прокимена дня после «Свете тихий…» произносится «Аллилу́иа» с двумя стихами:
| Диакон или священник:       | «Аллилу́иа, аллилу́иа, аллилу́иа, глас шесты́й»                                               | «Аллилу́иа, аллилу́иа, аллилу́иа, глас шесты́й»                                                   | «Аллилу́иа, аллилу́иа, аллилу́иа, глас шесты́й»                                 |
| Певчие:                     | «Аллилу́иа, аллилу́иа, аллилу́иа.»                                                           | «Аллилу́иа, аллилу́иа, аллилу́иа.»                                                               | «Аллилу́иа, аллилу́иа, аллилу́иа.»                                             |
|                             | В понедельник вечером:                                                                    | Во вторник и в четверто́к вечером:                                                             | В среду вечером:                                                            |
| Диакон произносит Стих 1-й: | «Го́споди, да не я́ростию Твое́ю обличи́ши мене́, ниже́ гне́вом Твои́м нака́жеши мене́.» (Пс. 37:2) | «Возноси́те Го́спода Бо́га на́шего, и покланя́йтеся подно́жию но́гу Его, я́ко свя́то есть.» (Пс. 98:5) | «Во всю зе́млю изы́де веща́ние их, и в концы́ вселе́нныя глаго́лы их.» (Пс. 18:5) |
| Певчие:                     | «Аллилу́иа, аллилу́иа, аллилу́иа.»                                                           | «Аллилу́иа, аллилу́иа, аллилу́иа.»                                                               | «Аллилу́иа, аллилу́иа, аллилу́иа.»                                             |
| Диакон произносит Стих 2-й: | «И во ве́ки веко́в.»                                                                        | «И во ве́ки веко́в.»                                                                            | «И во ве́ки веко́в.»                                                          |
| Певчие:                     | «Аллилу́иа, аллилу́иа, аллилу́иа.»                                                           | «Аллилу́иа, аллилу́иа, аллилу́иа.»                                                               | «Аллилу́иа, аллилу́иа, аллилу́иа.»                                             |

После каждого часа есть своё междоча́сие.
По Уставу, при совершении аллилуйной службы в дни «ма́лых посто́в» совсем отсутствует Литургия. Однако в современной приходской практике в эти дни почти невозможно встретить аллилуйную службу, и, в основном, совершается обычная (укороченная) служба с «Бог Господь…» и Литургия Златоуста.

## На заупокойных службах
С некоторыми особенностями, аллилуйная служба совершается также и на заупокойные (родительские) субботы. Стихи-припевы к «Аллилу́иа» здесь несколько иные:
Стих 1: Блаже́ни я́же избра́л, и прия́л еси́, Го́споди. (Пс. 64:5)
Стих 2: Па́мять их в род и род. (Пс. 101:13)
Стих 3: Ду́ши их во благи́х водворя́тся. (Пс. 24:13)
Эти же стихи дважды встречаются уже́ вечерне:
1. Вместо прокимена дня седмицы и
2. В качестве припевов к стиховным стихирам.

В родительские субботы бывает обычная полная Литургия Иоанна Златоуста. Так как панихида представляет собой несколько изменённую заупокойную утреню, то и это чинопоследование содержит «Аллилуйя» со стихами.
На отпевании «Аллилу́иа» припевается к стихам Псалма 118.